# Великопольский, Иван Ермолаевич
Иван Ермолаевич Великопольский (27 декабря 1797 — 6 февраля 1868) — русский писатель из дворянского рода Великопольских. 

## Биография
Сын генерал-майора Ермолая Ивановича Великопольского (ум. 1804) от второго его брака с богатой казанской помещицей княжной Надеждой Сергеевной Болховской (1770—1825). Получил домашнее воспитание, изучал грамматику, всеобщую историю, географию, арифметику, физику и экономику, владел французским и немецким языками. С 1812 по 1814 года слушал лекции в Казанском университете. Службу начал в мае 1815 года подпрапорщиком лейб-гвардии Семёновского полка. 
Поселившись в Петербурге, вел веселую жизнь светского богатого гвардейца. Прекрасное владение французским языком, остроумие, живой и веселый характер позволили ему завязать знакомства в высшем свете и в литературных кругах. Был знаком с А. А. Дельвигом и И. И. Пущиным, лучшим его армейским другом был будущей генерал Н. Н. Анненков. В 1819 году вследствие несчастного проигрыша в карты, Великопольский сильно расстроил свое состояние, а в январе 1821 года после бунта Семеновского полка высочайшим приказом был переведен в чине штабс-капитана в Псковский пехотный полк. Не явившись к месту нового своего служения, он перевелся в Староингерманландский пехотный полк, стоявший во Пскове и его окрестностях. Именно там, он возобновил свое петербургское знакомство с Пушкиным, проживавшем тогда в с. Михайловском, с которым позже обменивался злыми эпиграммами.
В феврале 1827 года в чине майора вышел в отставку и занялся устройством своих денежных дел. Большей частью проживал в Москве или в своем любимом имение Чукавино в Тверской губернии, Старицкого уезда, которое досталось ему после смерти матери. В Чукавино он полностью перестроил усадьбу, всех своих крепостных обучал грамоте и ремеслам, устроил школу для крестьянских детей. В 1842 году изобрел новый способ обработки льна и последние 25 лет своей жизни старался ввести его в употребление; но, будучи человеком крайне непрактичным, получал одни убытки. Среди неудачных его опытов было устройство в конце 1850-х годов фабрики сигар в Чукавино и много других подобных предложений. 
В последние годы жизни он задумал разыграть в лотерею имевшийся у него замечательный портрет Шекспира, но не получил на то надлежащего разрешения и отправил через Английского консула в Петербурге Мичелля в Лондон, в Шекспировское Общество; вскоре он умер и дочь его уже не могла добиться возвращения портрета из Англии. Скончался скоропостижно в феврале 1868 года, совершенно здоровый накануне, он был найден утром мертвым в своей постели. Похоронен в Чувакино в ограде Владимирской церкви.

## Семья
Жена (с 13.11.1831) — Софья Матвеевна Мудрова (23.08.1815—07.04.1897), внучка профессора и ректора Московского университета Х. А. Чеботарёва и дочь известного врача М. Я. Мудрова. Великопольский был давно знаком с семейством Мудровых; еще отец его был в  дружеских отношениях с Матвеем Яковлевичем и в молодости принадлежал к одной с ним масонской ложе. По выходе в отставку Иван Ермолаевич часто бывал в Москве и посещал семью  известного доктора. Вскоре между ним и Софьей Матвеевной завязались дружеские отношения, затем перешедшие в любовь, и, в конце концов, он просил ее руки. Одновременно к Мудровой сватался доктор медицины Д. К. Тарасов, но решительного ответа ни тот, ни другой не получили. В июле 1831 года умер Мудров, перед смертью он передал жене своей пожелание, чтобы их дочь стала женой Великопольского. Принесла мужу значительное приданое и дом на Пресненских прудах в Москве. Брак их не был удачным, Софья Матвеевна много болела и страдала душевным расстройством. Похоронена рядом с мужем в Чувакино. Их дочь:
- Надежда Ивановна (1832—1909), оставила дневниковые записи о жизни отца, была замужем за Н. А. Чаплиным (1815—1866); среди её внуков — Н. А. Дрейер и Е. А. Чижова.

## Литературная деятельность
Страсть к писательству появилась y Великопольского очень рано; уже в 1810 году он писал стихи. Первым его произведением была песня «К  голубку» — весьма слабое подражание Дмитриеву. Среди его стихотворений были элегии, послания, эпиграммы, мадригалы, триолеты, песни в русском духе, басни, эпитафии, шарады и загадки в стихах. Кроме стихотворений, рассеянных по журналам 20-х и 30-х годов, написал: «К Эрасту» (сатира на игроков, М., 1828); «Сюрприз» (опера-интермедия-водевиль, М., 1830); «Владимир Влонский» (трагедия в 4 действиях, М., 1837), «Любовь и честь» (драма, СПб., 1841); «Янстерский» (трагедия, СПб., 1841). Писал иногда под псевдонимом Ивельев. Как писатель мало интересный, Великопольский был очень популярен в литературных кружках 1820—40 годов благодаря замечательной доброте своей и деликатной готовности помогать всем нуждающимся писателям.